# Darwin Island (Galapagosöarna)

Lägeskarta.

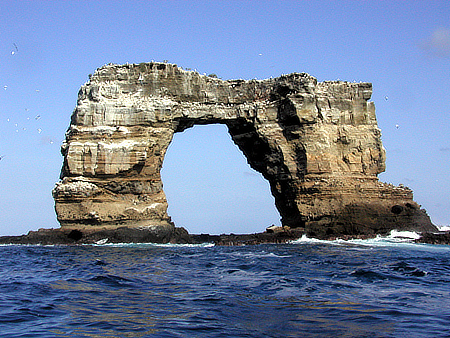
Darwins båge.

Darwin Island (spanska: Isla Darwin, "Darwinön", tidigare Culpepper Island) är en ö bland Galápagosöarna i Stilla havet. Ön är den västligaste punkten i Ecuador och i världsdelen Sydamerika och är en av världens yttersta platser. Den västligaste punkten på Sydamerikas fastland är Punta Pariñas i Peru,

## Geografi
Darwinön ligger i Galápagosöarnas nordvästra del cirka 170 km nordväst om Galápagosprovinsens huvudö Isabelaön och cirka 1 500 väster om huvudstaden Quito.
Den obebodda ön är av vulkaniskt ursprung och har en yta på cirka 1 km² och den högsta höjden är på cirka 168 m ö.h. Ön sträcker sig cirka 700 m i nord-sydlig riktning och cirka 1 100 m i öst-västlig riktning.
Stenformationen Darwins båge (Darwins Arch) låg cirka 2 km sydöst om ön, fram tills att den kollapsade i maj 2021 på grund av naturlig erosion. Havet i området är rikt på marint liv, bl.a. Hammarhajar, Galapagoshaj, Manta, Valhaj och Örnrockor. Området är idag ett mycket populärt mål för sportdykning.
Förvaltningsmässigt utgör ön en del av kantonen Cantón Isabela.

## Historia
Galapagosöarna upptäcktes 1535 av spanske Fray Tomás de Berlanga.
Charles Darwin besökte Galapagosöarna 1835 under 5 veckor under sin andra resa med HMS Beagle åren 1831-1836 och undersökte då Darwinön på avstånd dock utan att landstiga.
Den första landstigning på Darwinön gjordes först 1964 med hjälp av helikoptrar.